# Provincia di La Convención
La provincia di La Convención è una delle 13 province della regione di Cusco in Perù.

## Capoluogo e data di fondazione
Il capoluogo è Quillabamba.
La provincia è stata istituita il 25 luglio 1857.
- Sindaco (Alcalde)(2015-2018): Wilfredo Alagón Mora

## Superficie e popolazione
- 30082,82 km²
- 179 845 abitanti (inei2015)

## Provincie confinanti
Confina a nord e ad est con la regione di Junín e con la regione di Ucayali; a sud con le province di Paucartambo, Calca, Urubamba e Anta e ad ovest con la regione di Ayacucho e con la regione di Apurímac.

## Geografia antropica

### Suddivisioni amministrative
È divisa in 13 distretti:
1. Santa Ana
2. Echarate
3. Huayopata
4. Inkawasi
5. Kimbiri
6. Maranura
7. Ocobamba
8. Pichari
9. Quelloúno
10. Santa Teresa
11. Vilcabamba
12. Villa Virgen
13. Villa Kintiarina

## Festività
- Settimana Santa
- 16 luglio: Madonna del Carmelo
- 30 agosto: Santa Rosa da Lima